# U-646
U-646 — средняя немецкая подводная лодка типа VIIC времён Второй мировой войны.

## История
Заказ на постройку субмарины был отдан 20 января 1941 года. Лодка была заложена 23 декабря 1941 года на верфи Blohm + Voss, Гамбург, под строительным номером 622, спущена на воду 3 сентября 1942 года, вошла в строй 29 октября 1942 года под командованием лейтенанта (впоследствии оберлейтенанта) Генриха Вулффа.

### Флотилии
- 29 октября 1942 года — 31 марта 1943 года — 5-я флотилия (учебная)
- 1 апреля 1943 года — 17 мая 1943 года — 11-я флотилия

### История службы
Лодка совершила 2 боевых похода, успехов не достигла.
Потоплена 17 мая 1943 года к юго-востоку от Исландии, в районе с координатами 62°10′ с. ш. 14°37′ з. д., глубинными бомбами с британского самолёта типа Hudson. 46 погибших (весь экипаж).